# Charles Hard Townes

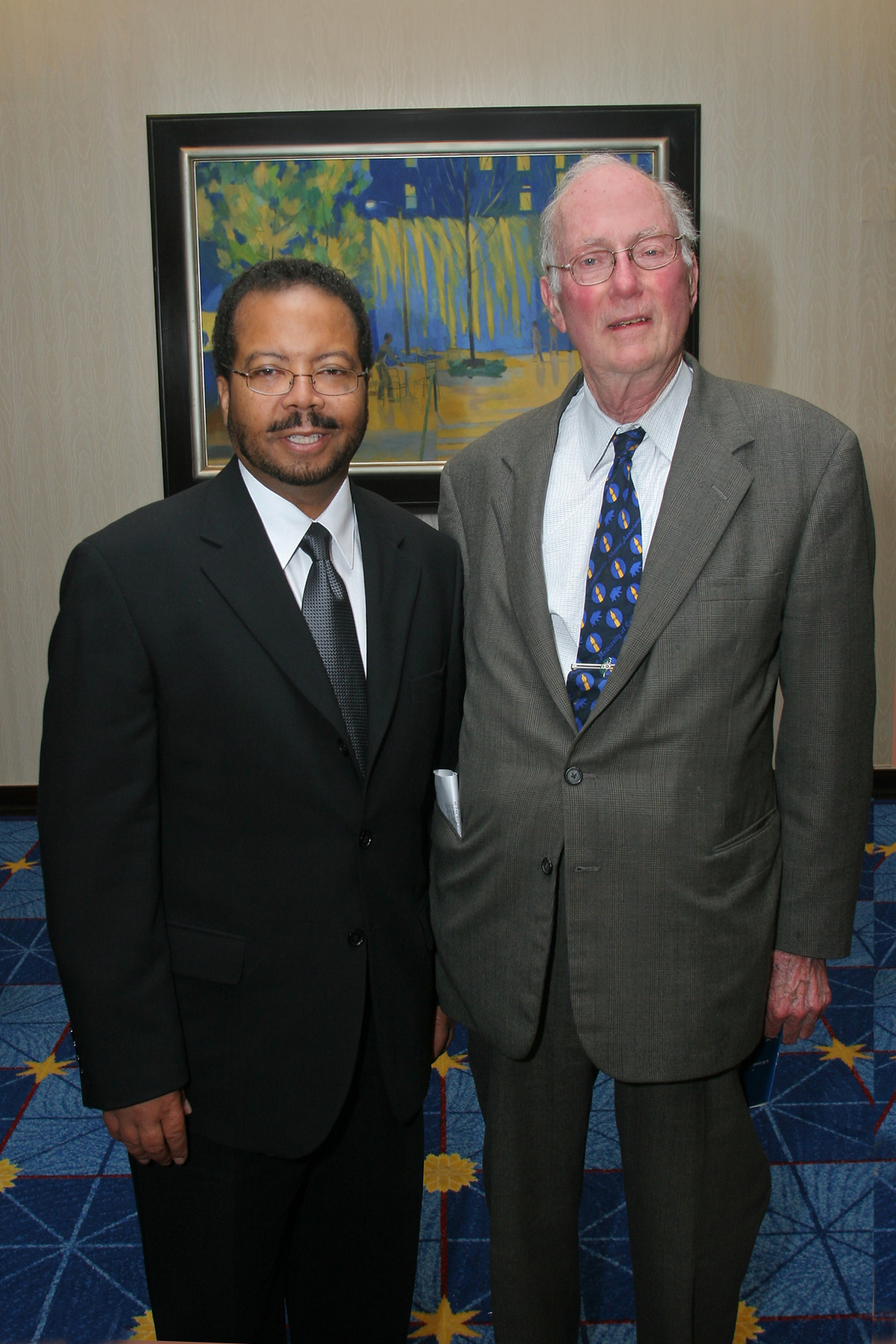
Charles H. Townes, 2007 (rechts) mit Roderic Pettigrew

Charles Hard Townes (* 28. Juli 1915 in Greenville, South Carolina; † 27. Januar 2015 in Oakland, Kalifornien) war ein US-amerikanischer Physiker und Nobelpreisträger.

## Leben
Charles Hard Townes wurde am 28. Juli 1915 als Sohn des Anwalts Henry Keith Townes und seiner Frau Ellen Sumter (geb. Hard) Townes in Greenville (South Carolina) geboren. Er wurde an öffentlichen Schulen in Greenville ausgebildet und begann ein Studium an der Furman University in Greenville, das er 1935 mit dem Bachelor of Science in Physik und dem Bachelor of Arts in modernen Sprachen „summa cum laude“ abschloss. Nach dem Master-Abschluss in Physik an der Duke University 1936 promovierte er 1939 am California Institute of Technology über Isotopentrennung und Kernspin. 1939 bis 1947 war er bei den Bell Laboratories, wo er im Zweiten Weltkrieg am Einsatz von Radar bei Bombern arbeitete, wozu er Radarsysteme mit immer kürzeren Wellenlängen entwickelte. 1948 wurde er Associate Professor und 1950 Professor für Physik an der Columbia University. 1950 bis 1952 war er Executive Director des Columbia Radiation Laboratory und 1952 bis 1955 Vorsitzender der Physik-Fakultät. Von 1959 bis 1961 war er Vizepräsident und Direktor für Forschung am Institute for Defense Analyses in Washington, D.C., einer Non-Profit-Organisation, die von elf Universitäten betrieben wurde und die US-Regierung beriet. Er wurde 1961 zum Provost und Professor für Physik am Massachusetts Institute of Technology ernannt, legte aber die Position als Provost 1966 nieder, um sich wieder verstärkt der Forschung widmen zu können. 1967 wurde er Professor an der University of California, insbesondere an der University of California, Berkeley, und Präsident der American Physical Society. Seit 1986 war er Professor Emeritus.
Townes war zeitweise Vizepräsident des Science Advisory Committee des US-Präsidenten und in verschiedenen weiteren Regierungskomitees (unter anderem dem wissenschaftlichen Beratergremium für die Mondlandung und für MX-Raketen). Er war auch im Aufsichtsrat von General Motors und von Perkin Elmer.
Townes heiratete am 4. Mai 1941 Frances Hildreth Brown und hat vier Töchter, Linda Rosenwein, Ellen Anderson, Carla Kessler und Holly Townes. Er ist der Schwager von Arthur L. Schawlow, der 1951 seine jüngste Schwester Aurelia geheiratet hatte. Er starb am 27. Januar 2015 in einem Krankenhaus im kalifornischen Oakland im Alter von 99 Jahren.

## Werk
In seiner Zeit an den Bell Laboratories während des Zweiten Weltkriegs entwarf Townes Radar-Bombensysteme und erhielt eine Reihe von Patenten zur zugehörigen Technologie. Nach dem Krieg konzentrierte er sich auf die Anwendung der Mikrowellentechnologie aus der Radarforschung in der Spektroskopie.
An der Columbia University setzte er seine Forschungen zur Mikrowellenphysik fort und forschte an der Wechselwirkung von Mikrowellen mit Molekülen und der Verwendung von Mikrowellenspektren zu Analyse der Struktur von Molekülen, Atomen und Atomkernen. 1952 entwickelte er die Idee für einen Maser, die 1954 in eine funktionierende Apparatur zur Verstärkung und Erzeugung elektromagnetischer Wellen durch stimulierte Emission mündete – die Arbeitsgruppe prägte dafür den Begriff MASER, ein Akronym für microwave amplification by stimulated emission of radiation. Er konnte 1958 mit seinem Schwager Arthur L. Schawlow theoretisch zeigen, dass das Funktionsprinzip des Masers auch auf optische und infrarote Wellenlängen anwendbar ist. Unmittelbar vor Einführung des ersten Lasers durch Theodore Maiman organisierte Townes im Hotel Shawanga Lodge in den Catskills im September 1959 eine internationale Konferenz, die als erste Konferenz über Quantenelektronik betrachtet wird (also dem künftigen Gebiet des Lasers). Die Vorträge der 160 Teilnehmer drehten sich meist um Maser, nur zwei diskutierten die Möglichkeit der Übertragung in den optischen Bereich (Schawlow, Ali Javan), in den Diskussionen wurde aber viel darüber gesprochen.
Weitere Forschungen Townes lagen in den Bereichen nichtlinearer Optik, Radio- und Infrarotastronomie. Ihm und seinen Kollegen gelang es als ersten, komplexe Moleküle in der interstellaren Materie nachzuweisen und (in den 1980er Jahren mit dem als Post-Doc dort bei Townes arbeitenden Reinhard Genzel) die Masse des Schwarzen Lochs im Zentrum unserer Milchstraße zu messen (sie kamen damals auf 4 Millionen Sonnenmassen), indem sie im Infraroten die Bewegung interstellarer Gaswolken nahe dem galaktischen Zentrum verfolgten.
Townes wurde 1964 zusammen mit Nikolai Gennadijewitsch Bassow und Alexander Michailowitsch Prochorow „für grundlegende Arbeiten auf dem Gebiet der Quantenelektronik, die zur Konstruktion von Oszillatoren und Verstärkern auf der Basis des Maser-Laser-Prinzips führten“, mit dem Nobelpreis für Physik ausgezeichnet.

## Auszeichnungen
- 1955/56 war er Guggenheim Fellow und Fulbright Lecturer in Paris und Tokio
- 1956: Mitglied der National Academy of Sciences
- 1957: Mitglied der American Academy of Arts and Sciences
- 1958: Comstock-Preis für Physik
- 1960: Mitglied der American Philosophical Society[3]
- 1961: John J. Carty Award
- 1961: Rumford-Preis
- 1963: Young-Medaille
- 1964: Nobelpreis für Physik
- 1970: Wilhelm-Exner-Medaille
- 1972: Remsen Award
- 1982: National Medal of Science
- 1985: Petrie Prize Lecture
- 1996: Frederic Ives Medal
- 1998: Henry Norris Russell Lectureship
- 1999: Mitglied der Academia Europaea[4]
- 2000: Science Writing Award des American Institute of Physics für sein Buch „How the Laser Happened“
- 2000: Lomonossow-Goldmedaille der Russischen Akademie der Wissenschaften
- 2002: Karl-Schwarzschild-Medaille, Astronomische Gesellschaft
- 2005: Templeton-Preis

Ihm zu Ehren ist der Charles Hard Townes Award der Optical Society of America benannt.

## Schriften
- Making Waves. AIP Press, 1995.
- How the Laser Happened: Adventures of a Scientist. Oxford University Press, 2000.
- mit A. L. Schawlow: Microwave Spectroscopy. McGraw-Hill, 1955.
- mit A. L. Schawlow: Infrared and Optical Masers. In: Physical Review. Band 112, 1958, S. 1940
- A life in physics, Oral History Interview von Suzanne Riess, University of California 1994 (Vorwort Arthur Schawlow)